# Lestodiplosis aestiva
Lestodiplosis aestiva är en tvåvingeart som först beskrevs av Tavares 1916.  Lestodiplosis aestiva ingår i släktet Lestodiplosis och familjen gallmyggor.
Artens utbredningsområde är Spanien. Inga underarter finns listade i Catalogue of Life.